# Passo della Presolana
Il passo della Presolana è un valico alpino delle Prealpi Bergamasche, in provincia di Bergamo, che unisce la Valle Seriana e la sua diramazione Val Borlezza alla Valle di Scalve; si trova sul percorso della strada statale 671 della Val Seriana (nel tratto Clusone–Dezzo di Scalve) alla quota di 1297 m s.l.m., fra il massiccio della Presolana a nord e il monte Scanapà a sud.
La zona posta nelle immediate adiacenze del valico è caratterizzata dalla presenza di frequentate strutture turistiche e di una stazione sciistica; dal punto di vista amministrativo l'area è suddivisa fra i comuni di Castione della Presolana, Colere e Angolo Terme, quest'ultimo appartenente alla provincia di Brescia.

## Storia
La stazione sciistica del passo (le cui piste scendono dai versanti nord del monte Scanapà) è stata la prima stazione sciistica della Bergamasca ad utilizzare degli impianti a fune, negli anni trenta. Era presente, una volta, una sorta di seggiovia rudimentale, la slittovia, costituita da una panca, che trasportava fino a 20 persone per volta, collegata ad un nastro trasportatore. Oggi la stazione si è notevolmente ingrandita e conta 5 impianti di risalita, suddivisi in due seggiovie e 3 sciovie, per un totale di 15 chilometri circa di piste di sci da discesa. Negli ultimi anni è stato anche sviluppato un sistema di innevamento artificiale, mentre nel comprensorio non sono presenti piste da sci di fondo.

## Ciclismo
Fin dal 1938 il passo della Presolana è stato affrontato più volte al Giro d'Italia, sempre dal versante della val di Scalve (SS 671 della Val Seriana), contraddistinto da una pendenza massima del 16%. Nel 2004 la tappa si concludeva in discesa, 3 chilometri oltre il valico, e fu vinta da Stefano Garzelli che si impose su Gilberto Simoni, primo al gran premio della montagna. Nel 2008 è stato scalato prima della salita finale del Monte Pora, che ha visto vittorioso Vasil' Kiryenka. La tappa fu eletta la più bella del Giro 2008 grazie all'azione di Danilo Di Luca e Paolo Savoldelli, ciclista di casa.
| Anno | Tappa                               | Primo in vetta          |
| ---- | ----------------------------------- | ----------------------- |
| 1938 | 16ª: Recoaro Terme > Bergamo        | Settimio Simonini       |
| 1964 | 3ª: Brescia > San Pellegrino Terme  | Antonio Gómez del Moral |
| 1977 | 19ª: Pinzolo > San Pellegrino Terme | Renato Laghi            |
| 1978 | 18ª: Mezzolombardo > Sarezzo        | Lucio di Federico       |
| 2004 | 19ª: Bormio > Presolana             | Gilberto Simoni         |
| 2008 | 19ª: Legnano > Monte Pora           | Vasil' Kiryenka         |

## Collegamenti esterni

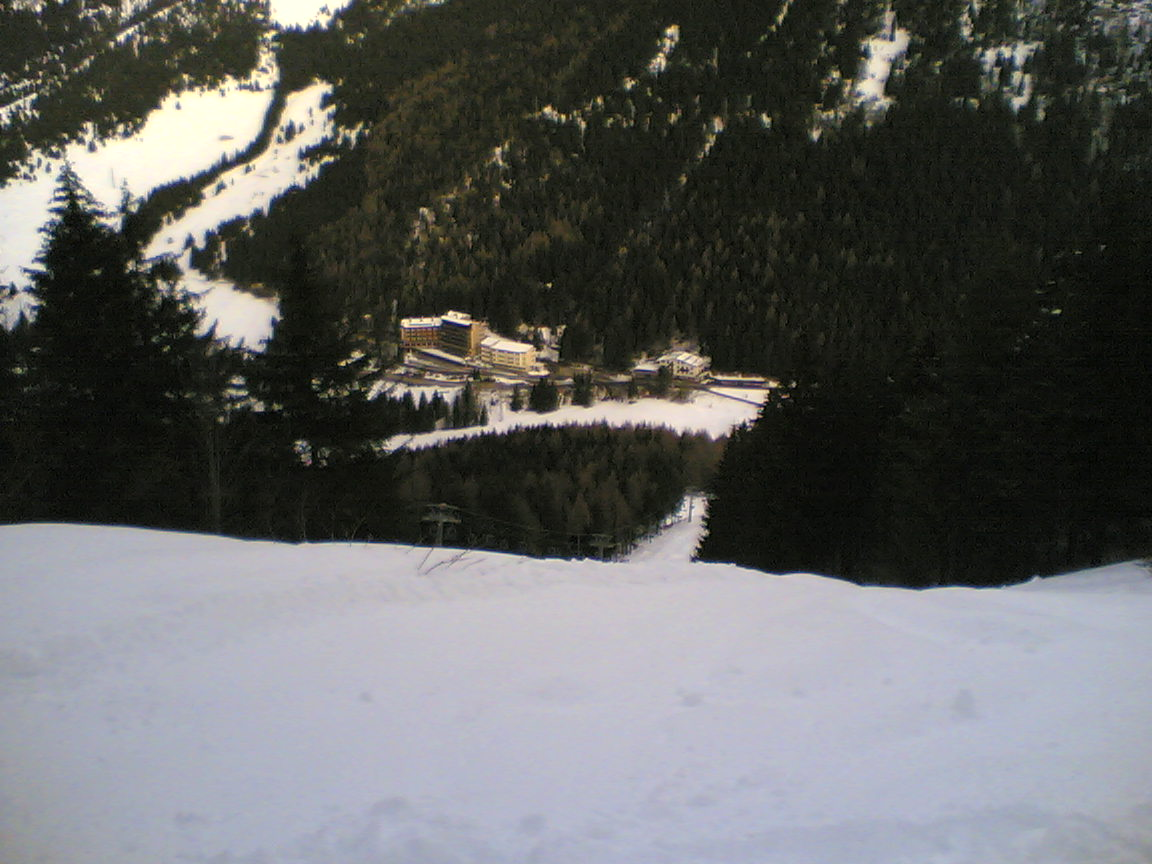
Il passo della Presolana dai pendii del monte Scanapà sotto un'ampia coltre di neve